# بردیشلا
بردیشلا (انگلیسی: Berdyshla) یک شهرک در شهرستان ایشیمبایسکی استان باشقیرستان کشور روسیه است.